# Kelzenberg
Kelzenberg ist ein Dorf in der Stadt Jüchen im Rhein-Kreis Neuss in Nordrhein-Westfalen.

## Lage
Nördlich von Kelzenberg liegt Mürmeln, im Süden Jüchen und im Westen befindet sich die Ortschaft Schaan.

## Geschichte

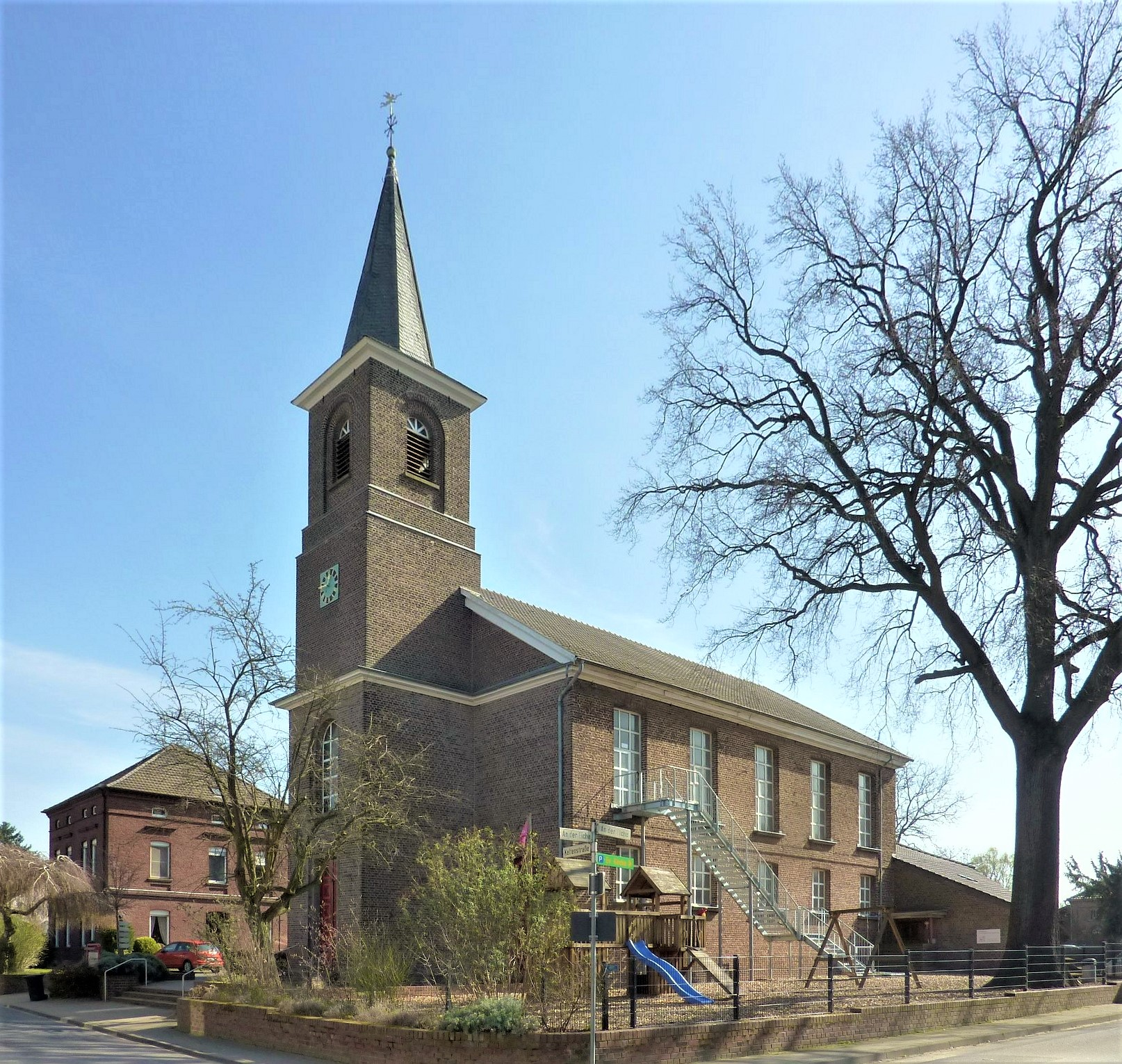
Die Evangelische Kirche Kelzenberg

Kelzenberg gehörte schon im Mittelalter (ab 1300) zur Grafschaft Jülich. Nachdem Jülich Herzogtum geworden war, kam Kelzenberg an das Amt Kaster im Kurfürstentum Köln. 1794 wurde der Ort von französischen Truppen besetzt. Es entstand die Mairie Kelzenberg, der auch die Communen Waat und Wey zugeordnet waren. Die Mairie Kelzenberg gehörte zum Kanton Odenkirchen im Arrondissement Krefeld im Département de la Roer. Kelzenberg kam 1815, nunmehr als preußische Bürgermeisterei, an das Königreich Preußen und wurde Teil des neuen Kreises Grevenbroich im Regierungsbezirk Düsseldorf. Die Bürgermeisterei umfasste die Dörfer Dürselen, Hoppers, Kamphausen, Kelzenberg, Schaan, Waat und Wey. 1927 wurde die Bürgermeisterei Kelzenberg in Amt Kelzenberg umbenannt. Es gehörte damals zum Amtsgericht und Finanzamt Grevenbroich und zur Post Jüchen. Sowohl Amt als auch die Gemeinde Kelzenberg wurden 1934 aufgelöst.

### Religion
- Evangelische Kirche

### Einwohnerentwicklung
- 1925: 1.592 Einwohner
- 2010:00321 Einwohner
- 2018:00330 Einwohner
- 2024:00553 Einwohner

## Vereine
- CVJM Kelzenberg
- Posaunenchor
- Heimatverein Kelzenberg-Mürmeln

## Einrichtungen
- Freiwillige Feuerwehr Jüchen, Löschgruppe Kelzenberg
- Städtische Kindertagesstätte "Rappelkiste"